# Sarapul
Sarapul (russisch Сара́пул) ist eine Stadt mit 101.381 Einwohnern (Stand 14. Oktober 2010) in der autonomen Republik Udmurtien in Russland. Sie liegt am rechten Ufer des Flusses Kama, etwa 1250 km östlich von Moskau und 66 km südöstlich der Republikhauptstadt Ischewsk. Die nächstgelegene Stadt ist Kambarka 33 km südöstlich von Sarapul.

## Geschichte
Sarapul ist als Siedlung seit dem Jahr 1596 schriftlich bekannt. Damals befand sich dort die hölzerne Himmelfahrtskirche (russisch Wosnessenskaja zerkow), nach der das Dorf ursprünglich Wosnessenskoje hieß. Die dortige Bevölkerung lebte vorwiegend von Getreidehandel und Fischerei. Es wird vermutet, dass die sich später durchsetzende Bezeichnung Sarapul aus der tschuwaschischen Sprache stammt und wörtlich „gelber Fisch“ (сарӑ пулӑ) bedeutet, womit der hier einst reichlich vorhandene Sterlet gemeint sein könnte.
Im Jahre 1780 wurden der Siedlung Stadtrechte verliehen. Danach wurde der Ort nach einem Generalplan bebaut, der noch bis heute seine Spuren hinterlassen hat: Mit mehreren historischen Kirchengebäuden, Kaufmanns- und Wohnhäusern (teilweise im Jugendstil) sowie einer ehemaligen Beobachtungswarte der Feuerwehr befinden sich hier die meisten architektonischen Denkmäler unter den Städten Udmurtiens. Im 19. Jahrhundert entwickelte sich in Sarapul vorwiegend die Leder- und Schuhindustrie.
1939 wurde die Stadt in die Udmurtische ASSR eingeschlossen, welche seit 1991 die russische Teilrepublik Udmurtien darstellt.

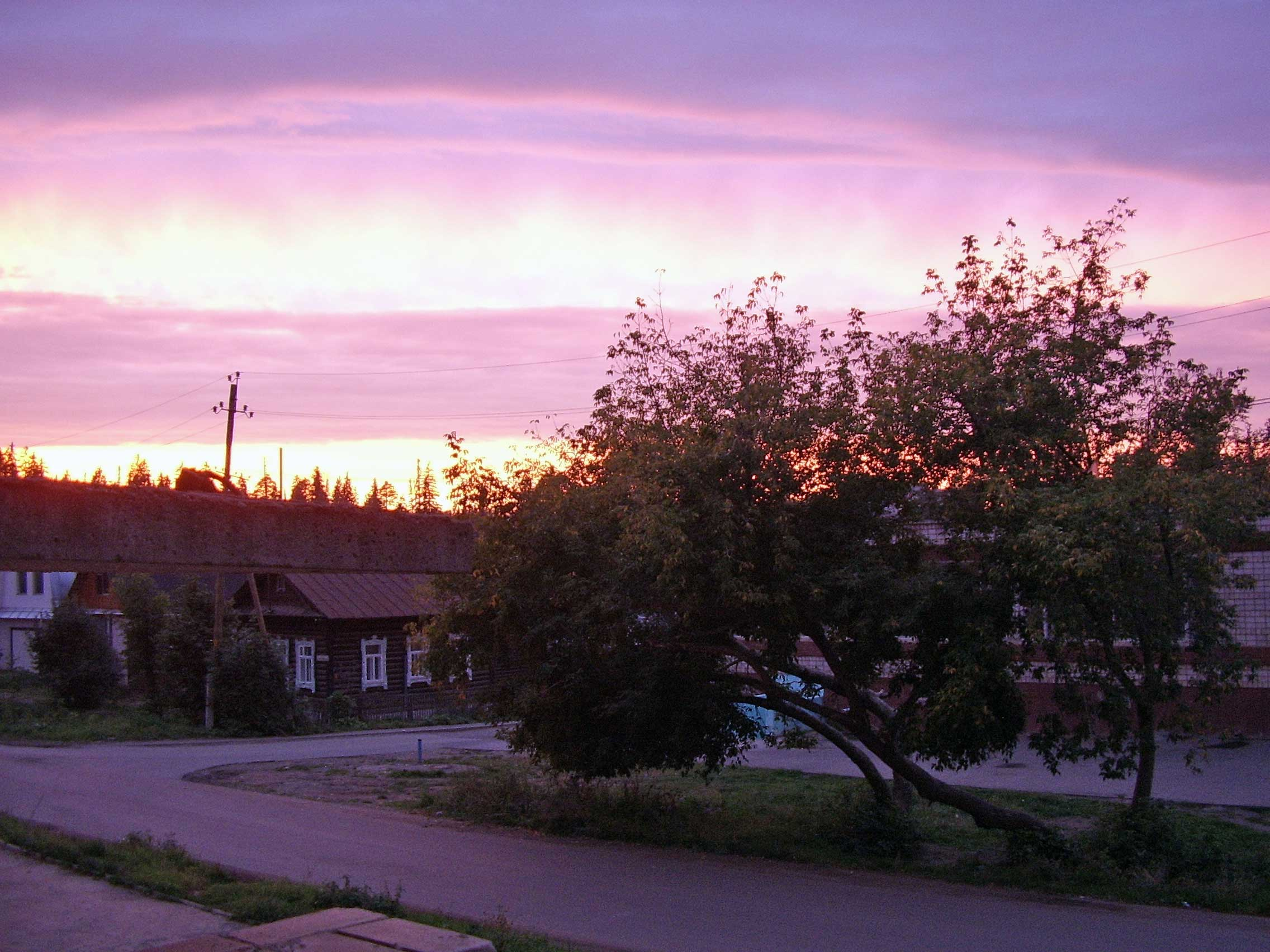
Holzhäuser in Sarapul
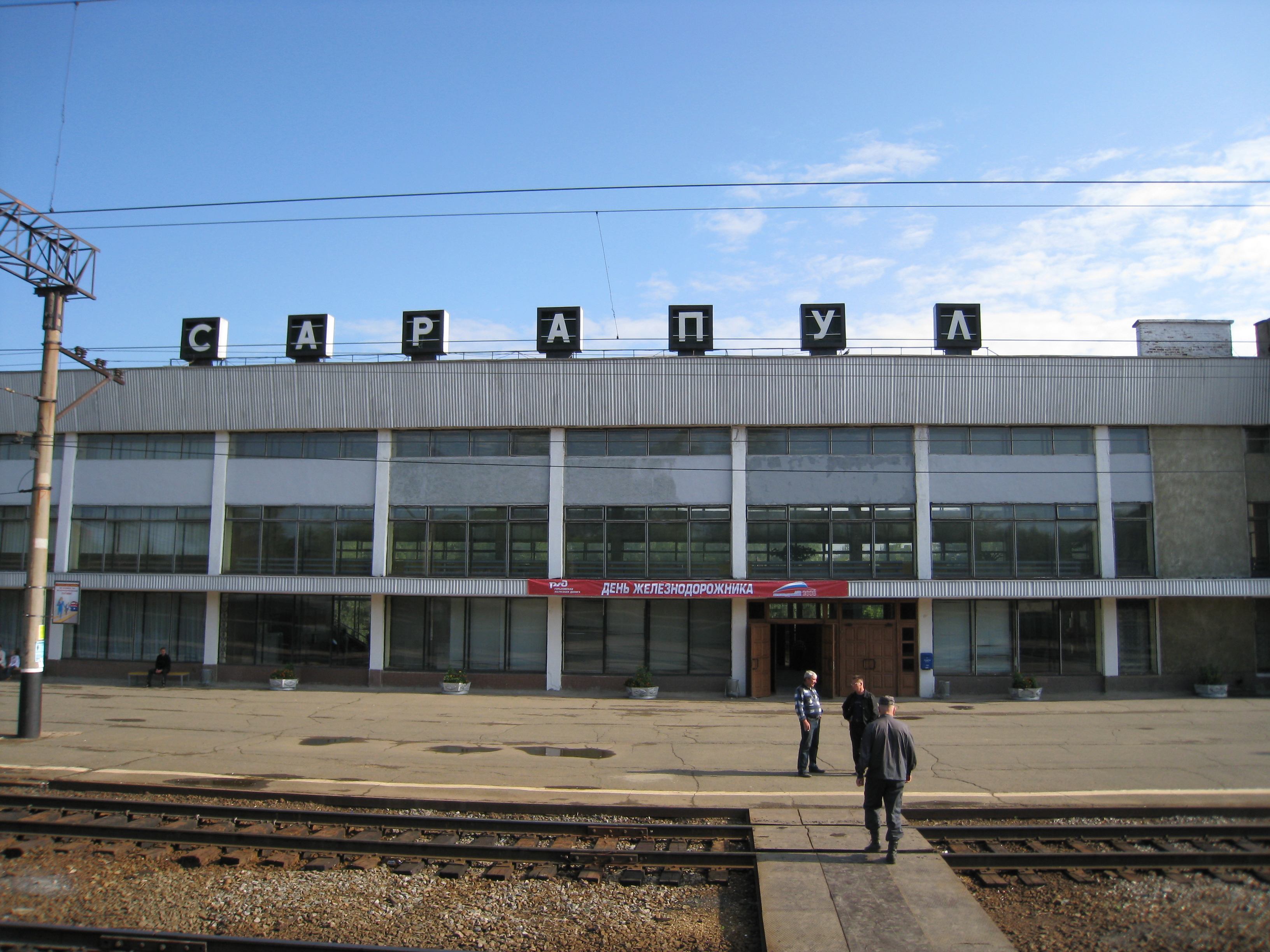
Bahnhof Sarapul
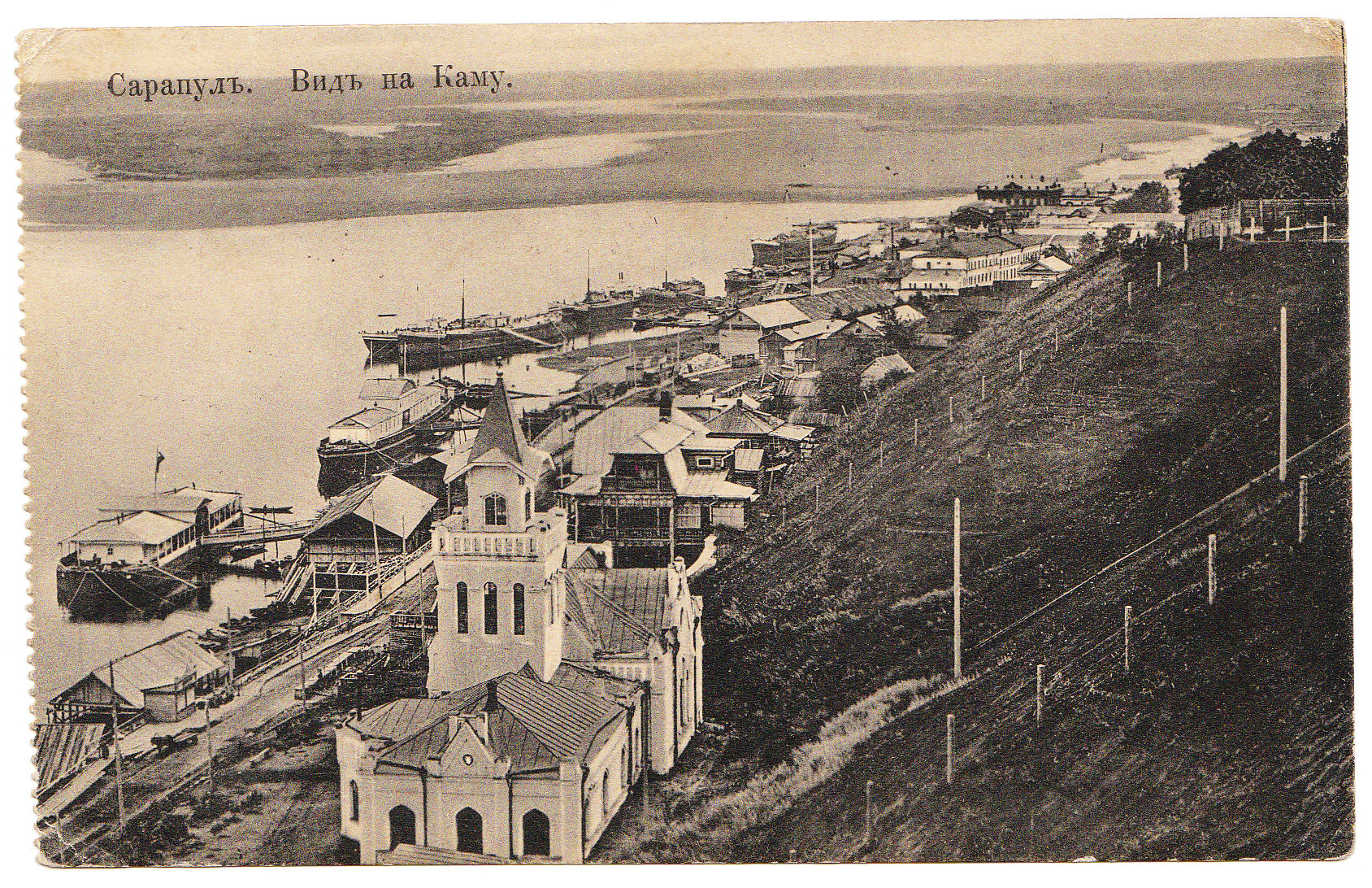
Anlegestellen an der Kama in Sarapul (1916)

### Bevölkerungsentwicklung
| Jahr | Einwohner |
| ---- | --------- |
| 1897 | 21.398    |
| 1939 | 42.248    |
| 1959 | 68.741    |
| 1970 | 97.020    |
| 1979 | 106.649   |
| 1989 | 110.381   |
| 2002 | 103.141   |
| 2010 | 101.381   |

Anmerkung: Volkszählungsdaten

## Wirtschaft
Heute ist Sarapul als Industriestadt bekannt, die vor allem vom Maschinenbau und der Radioelektronik geprägt wird. Ein bekannter Betrieb ist Sarapulski Maschsawod, 1941 während des Zweiten Weltkriegs aus Baku hierher verlegt, heute ein bekannter Hersteller von Öl- und Gasförderanlagen.

## Söhne und Töchter der Stadt
- Pjotr Paltschinski (1875–1929), Bergbauingenieur, Unternehmer, Ökonom und Hochschullehrer
- Walentin Starikow (1913–1979), Vizeadmiral
- Oleg Schakow (1905–1988), Schauspieler und Regisseur[2]